# Domažlice
Domažlice település Csehországban, a Domažlicei járásban. Domažlice Stráž, Tlumačov, Babylon, Zahořany, Újezd, Chrastavice, Mrákov, Pasečnice, Meclov, Luženičky és Nevolice településekkel határos. Lakosainak száma 11 155 fő (2024. január 1.).

## Népesség
A település lakosságának változását az alábbi diagram mutatja:
| Lakosok száma | 6969 | 7556 | 7678 | 7723 | 11 256 | 10 997 | 11 163 | 11 150 | 10 872 | 11 155 |
|               | 1869 | 1900 | 1921 | 1961 | 1980   | 2011   | 2016   | 2019   | 2021   | 2024   |

## Galéria

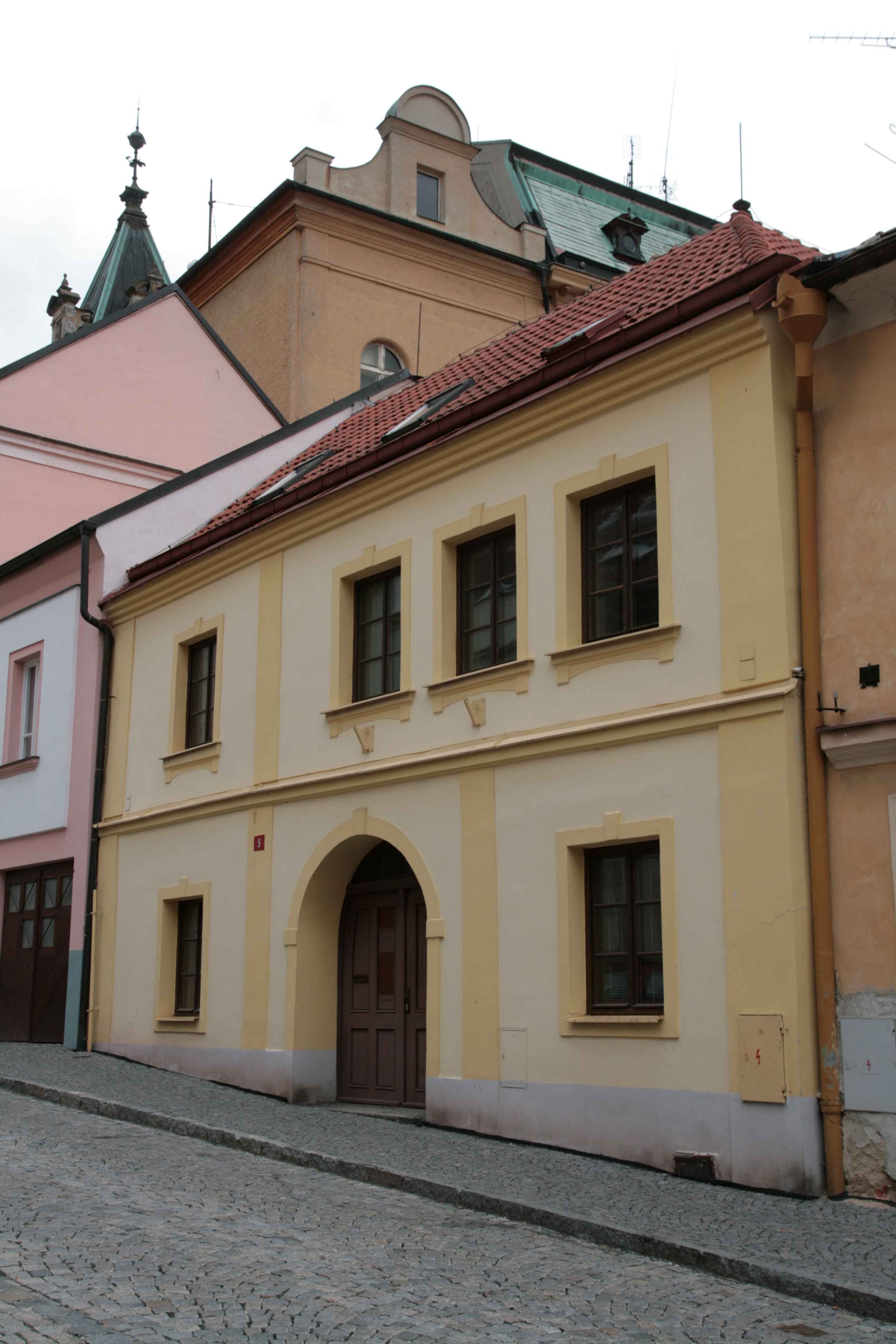
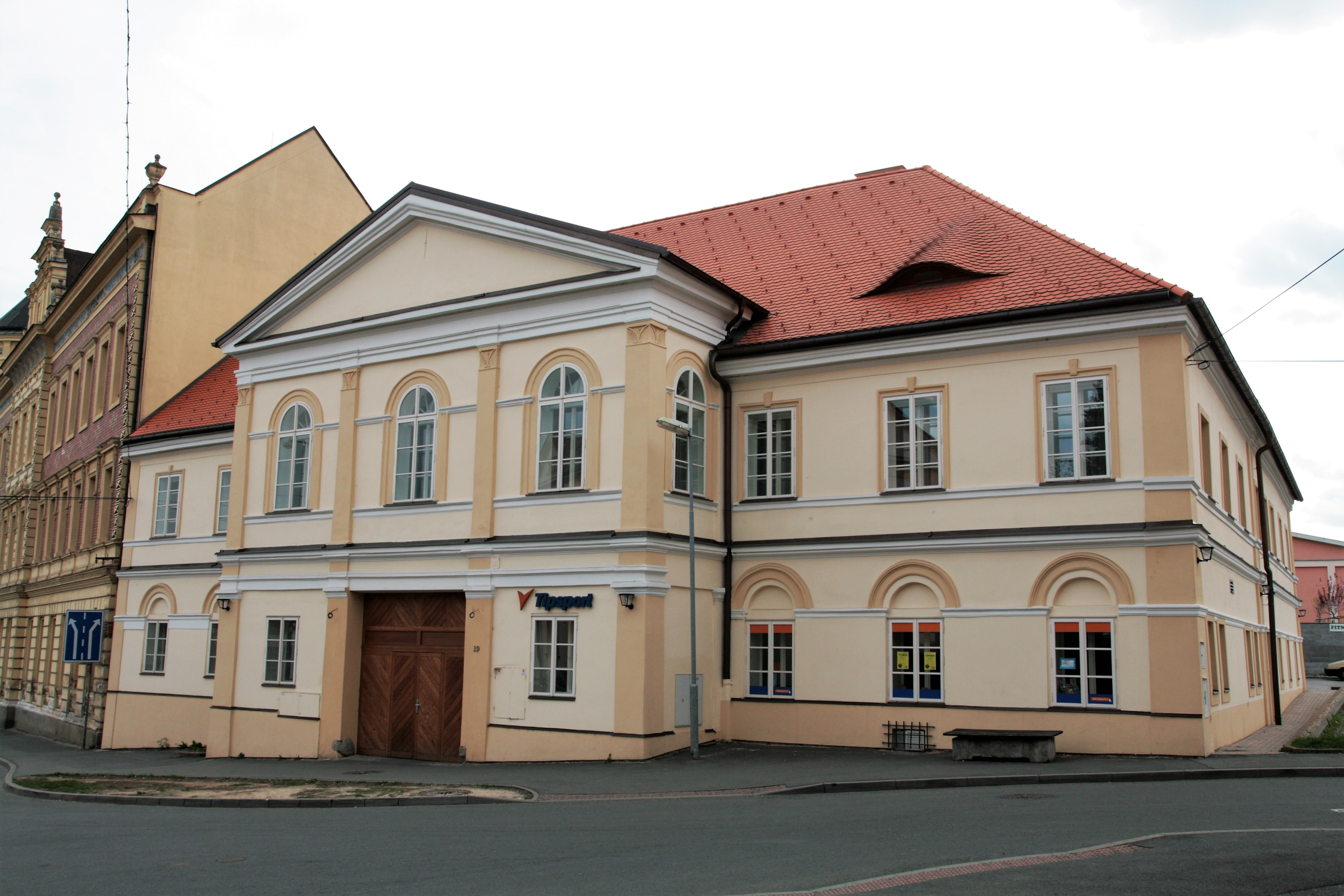
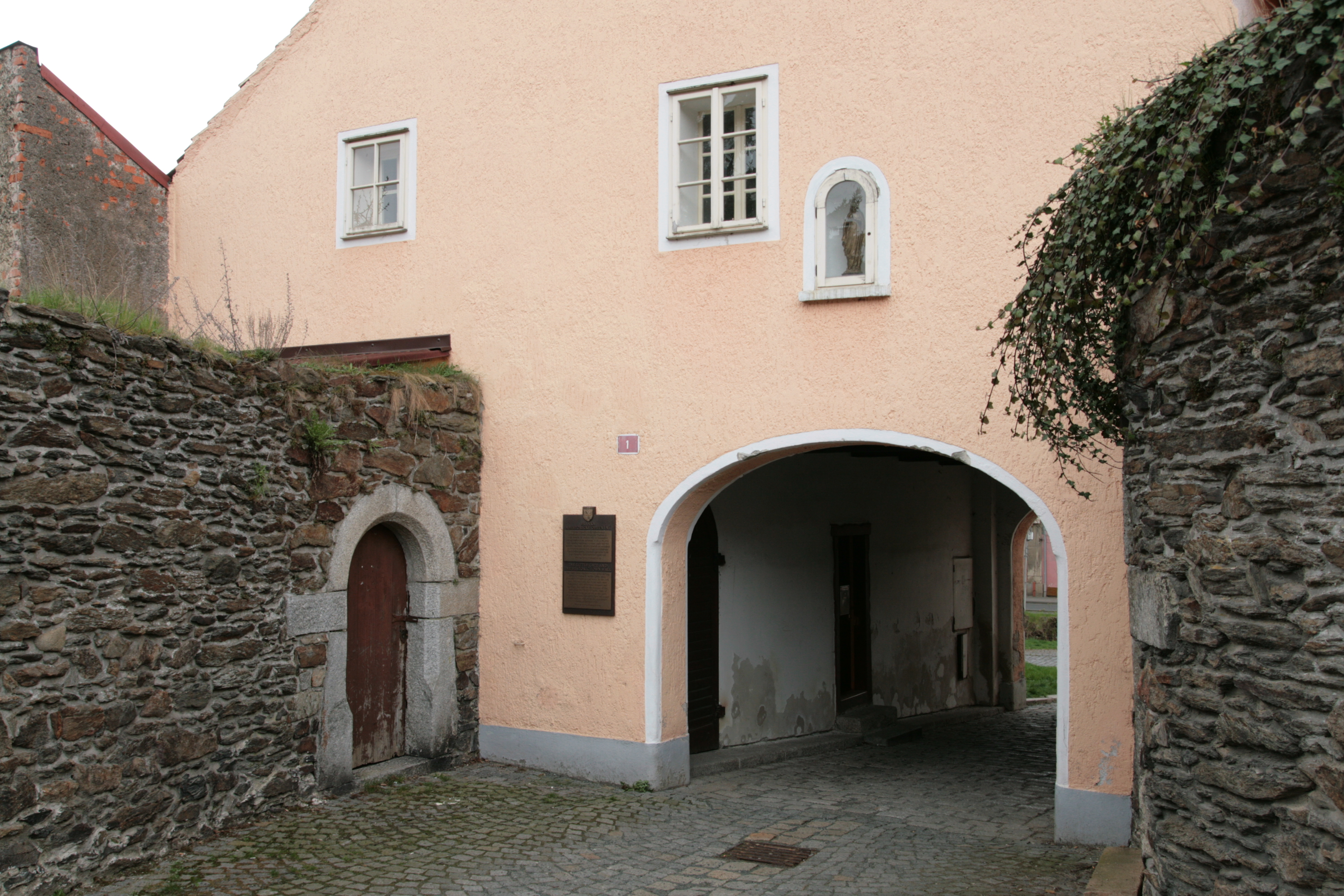